# Arctia baicalensis
Arctia baicalensis là một loài bướm đêm thuộc phân họ Arctiinae, họ Erebidae.